# Uíge (kommun)
Uíge är en kommun i Angola.   Den ligger i provinsen Uíge, i den nordvästra delen av landet, 250 kilometer nordost om huvudstaden Luanda.
I omgivningarna runt Uige Municipality växer huvudsakligen savannskog. Runt Uige Municipality är det glesbefolkat, med 19 invånare per kvadratkilometer.